# Emily Gray
Pour les articles homonymes, voir Gray.
Emily Anne Gray, née le 23 août 1991 à Johannesbourg, est une nageuse handisport sud-africaine.

## Carrière
Emily Gray se voit diagnostiquer un ostéosarcome au fémur gauche, entraînant l'amputation de sa jambe en février 2003, à l'âge de 12 ans,.
Aux Jeux africains de 2011 à Nairobi, elle obtient la médaille d'argent sur 200 mètres quatre nages S6-S10 et la médaille de bronze sur 100 mètres nage libre S6-S10. Elle est aussi quatrième de la finale du 100 mètres dos S6-S10,,.